# Velika snežna jama, Poljska
Velika snežna jama (poljsko Jaskinia Wielka Śnieżna) je apnenčast jamski sistem na gori Małołączniak v Zahodnih Tatrah, v Karpatskem gorovju na jugu Poljske .  Jama je znotraj narodnega parka Tatra.
Z dolžino 23,723 kilometrov in navpičnim dometom 824 metrov je najdaljša, največja in najgloblja jama na Poljskem .

## Morfologija
Velika snežna jama ima pet vhodov:
- Jaskinia Śnieżna ('snežna jama') - 1701 metrov - odkrita leta 1959
- Jaskinia nad Kotlinami ('jama nad kotliči') - 1875 metrov - odkrita leta 1966, povezana z Śnieżno leta 1968
- Jasny Awen ('svetlobni jašek') - 1852 metrov - prvič raziskana leta 1959, povezana z Wielko Śnieżna leta 1978
- Jaskinia Wielka Litworowa ('velika angelikina jama') - 1906 metrov - povezana z Wielko Śnieżna leta 1995
- Jaskinia Wilcza ('volčja jama') - 1672 metrov - odkrita leta 1996, povezana z Wielko Śnieżna leta 1999

Povezane so z zapletenim sistemom jaškov in prehodov. V njih je več podzemnih tokov, slapov, bazenov ali sifonov. Jamo drenira kraški izvir, znan kot Lodowe Źródło ('ledeni izvir').

## Raziskovanje
Veliko snežno jamo so leta 1959 odkrili jamarji iz Zakopanov. Leta 1960 so jo raziskali do globine 545 m, takrat je bila to četrta najgloblja jama na svetu. V naslednjih letih so jamo intenzivno raziskovali in jo povezovali z drugimi jamami.
Raziskovanje v 1960-ih se je na globini 752 m ustavilo v sifonu, tunelu v obliki črke U, napolnjenim z vodo. Leta 1972 so se jamarji, ki so uporabljali potapljaško opremo, prvič prebili skozi. Njihovo raziskovanje je seglo navzdol do globine 783 m.
Poznejša prizadevanja so ugotovila, da je bila jama globoka 824 m. Raziskovanje jame še vedno poteka, vključno s poskusi povezave z jamo Śnieżna Studnia, drugo največjo jamo na Poljskem. 